# Zypern-Cup 2019
Der Zypern-Cup 2019 war die 12. Ausspielung des seit 2008 alljährlich ausgetragenen Frauenfußballturniers für Nationalmannschaften und wurde vom 25. Februar bis 6. März 2019 wie zuvor an verschiedenen Spielorten in der Republik Zypern ausgetragen. Wie 2017 und 2018 wurde das Turnier vom tschechischen Verband organisiert. Mit England und Kanada nahmen wie in den drei letzten Jahren die beiden Rekordsieger nicht teil. England trat wie in den Vorjahren beim SheBelieves Cup an und gewann diesen erstmals. Kanada nahm ebenso wie Vorjahressieger Spanien am Algarve-Cup teil. Einziger Teilnehmer, der das Turnier schon einmal gewonnen hatte, war Österreich. Der vor Turnierbeginn in der FIFA-Weltrangliste bestplatzierte Teilnehmer war Nordkorea auf Platz 11 (Stand: Dezember 2018). Erstmals nahmen die WM-Teilnehmer Nigeria und Thailand teil. Durch die zehnte Teilnahme wurde Italien, das seit 2010 ununterbrochen teilnimmt, nun alleiniger Rekordteilnehmer. Auch diesmal nahm die Mannschaft des Gastgeberlandes nicht teil, stattdessen am parallel ebenfalls in Zypern stattfindenden Aphrodite Cup.
Mit Nordkorea gewann erstmals eine asiatische Mannschaft das Turnier und zum ersten Mal wurde das Finale im Elfmeterschießen entschieden.
Spielorte waren die AEK-Arena, Ammochostos-Stadion, das GSZ-Stadion und das Antonis-Papadopoulos-Stadion in Larnaka, das GSP-Stadion in Nikosia sowie das Tasos Markou in Paralimni.

## Teilnehmer
| Land 1         | Rang 2 | Anmerkung        |
| -------------- | ------ | ---------------- |
| Belgien (3)    | 21     |                  |
| Finnland (6)   | 28     |                  |
| Italien* (9)   | 16     | Rekordteilnehmer |
| Mexiko (2)     | 27     |                  |
| Nigeria* (0)   | 39     | erste Teilnahme  |
| Nordkorea (2)  | 11     |                  |
| Österreich (3) | 23     | Sieger von 2016  |
| Slowakei (1)   | 45     |                  |
| Südafrika* (6) | 48     |                  |
| Thailand* (0)  | 29     | erste Teilnahme  |
| Tschechien (4) | 31     |                  |
| Ungarn         | 43     |                  |

## Regularien
Am Turnier nahmen wieder zwölf Nationalmannschaften teil, die zunächst in drei Gruppen spielten.
Da die FIFA die Spiele als „Freundschaftsspiele“ einstuft, durfte jede Mannschaft pro Spiel sechs Auswechslungen vornehmen.

## Das Turnier

### Gruppenphase

#### Gruppe A
| Pl. | Land       | Sp. | S | U | N | Tore    | Diff. | Punkte |
| --- | ---------- | --- | - | - | - | ------- | ----- | ------ |
| 1.  | Nordkorea  | 3   | 3 | 0 | 0 | 009:300 | +6    | 09     |
| 2.  | Tschechien | 3   | 2 | 0 | 1 | 006:600 | ±0    | 06     |
| 3.  | Finnland   | 3   | 0 | 1 | 2 | 003:500 | −2    | 01     |
| 4.  | Südafrika  | 3   | 0 | 1 | 2 | 004:800 | −4    | 01     |

|                                                                     |   |            |           |
| 27. Februar 2019 um 13:00 Uhr in Larnaka (GSZ-Stadion)              |   |            |           |
| Südafrika                                                           | – | Finnland   | 2:2 (0:1) |
| 27. Februar 2019 um 18:00 Uhr in Larnaka (GSZ-Stadion)              |   |            |           |
| Nordkorea                                                           | – | Tschechien | 4:2 (2:0) |
| 1. März 2019 um 13:00 Uhr in Larnaka (AEK-Arena)                    |   |            |           |
| Finnland                                                            | – | Tschechien | 1:2 (1:0) |
| 1. März 2019 um 18:00 Uhr in Larnaka (AEK-Arena)                    |   |            |           |
| Südafrika                                                           | – | Nordkorea  | 1:4 (0:4) |
| 4. März 2019 um 13:00 Uhr in Larnaka (Antonis-Papadopoulos-Stadion) |   |            |           |
| Tschechien                                                          | – | Südafrika  | 2:1 (0:1) |
| 4. März 2019 um 18:00 Uhr in Larnaka (Antonis-Papadopoulos-Stadion) |   |            |           |
| Finnland                                                            | – | Nordkorea  | 0:1 (0:1) |

#### Gruppe B
| Pl. | Land     | Sp. | S | U | N | Tore    | Diff. | Punkte |
| --- | -------- | --- | - | - | - | ------- | ----- | ------ |
| 1.  | Italien  | 3   | 3 | 0 | 0 | 012:100 | +11   | 09     |
| 2.  | Mexiko   | 3   | 1 | 1 | 1 | 005:900 | −4    | 04     |
| 3.  | Thailand | 3   | 1 | 0 | 2 | 006:600 | ±0    | 03     |
| 4.  | Ungarn   | 3   | 0 | 1 | 2 | 003:100 | −7    | 01     |

|                                                                         |   |          |           |
| 27. Februar 2019 um 13:00 Uhr in Larnaka (Antonis-Papadopoulos-Stadion) |   |          |           |
| Mexiko                                                                  | – | Italien  | 0:5 (0:1) |
| 27. Februar 2019 um 18:00 Uhr in Larnaka (Antonis-Papadopoulos-Stadion) |   |          |           |
| Thailand                                                                | – | Ungarn   | 4:0 (2:0) |
| 1. März 2019 um 13:00 Uhr in Larnaka (GSZ-Stadion)                      |   |          |           |
| Thailand                                                                | – | Mexiko   | 1:2 (0:1) |
| 1. März 2019 um 18:00 Uhr in Larnaka (GSZ-Stadion)                      |   |          |           |
| Ungarn                                                                  | – | Italien  | 0:3 (0:2) |
| 4. März 2019 um 13:00 Uhr in Larnaka (AEK-Arena)                        |   |          |           |
| Italien                                                                 | – | Thailand | 4:1 (1:0) |
| 4. März 2019 um 18:00 Uhr in Larnaka (AEK-Arena)                        |   |          |           |
| Mexiko                                                                  | – | Ungarn   | 3:3 (1:1) |

#### Gruppe C
| Pl. | Land       | Sp. | S | U | N | Tore    | Diff. | Punkte |
| --- | ---------- | --- | - | - | - | ------- | ----- | ------ |
| 1.  | Österreich | 3   | 2 | 1 | 0 | 005:100 | +4    | 07     |
| 2.  | Belgien    | 3   | 2 | 1 | 0 | 004:000 | +4    | 07     |
| 3.  | Nigeria    | 3   | 1 | 0 | 2 | 005:800 | −3    | 03     |
| 4.  | Slowakei   | 3   | 0 | 0 | 3 | 003:800 | −5    | 0      |

|                                                                     |   |            |           |
| 27. Februar 2019 um 13:00 Uhr in Larnaka (AEK-Arena)                |   |            |           |
| Belgien                                                             | – | Slowakei   | 3:0 (1:0) |
| 27. Februar 2019 um 18:00 Uhr in Larnaka (AEK-Arena)                |   |            |           |
| Nigeria                                                             | – | Österreich | 1:4 (0:0) |
| 1. März 2019 um 13:00 Uhr in Larnaka (Antonis-Papadopoulos-Stadion) |   |            |           |
| Slowakei                                                            | – | Nigeria    | 3:4 (0:3) |
| 1. März 2019 um 18:00 Uhr in Larnaka (Antonis-Papadopoulos-Stadion) |   |            |           |
| Österreich                                                          | – | Belgien    | 0:0 (0:0) |
| 4. März 2019 um 13:00 Uhr in Larnaka (GSZ-Stadion)                  |   |            |           |
| Slowakei                                                            | – | Österreich | 0:1 (0:0) |
| 4. März 2019 um 18:00 Uhr in Larnaka (GSZ-Stadion)                  |   |            |           |
| Nigeria                                                             | – | Belgien    | 0:1 (0:1) |

### Platzierungsspiele
Die Orte der Platzierungsspiele wurden erst festgelegt, nachdem die Paarungen feststanden. Platzierungsspiele um Platz 3 bis 11, die nach regulärer Spielzeit remis endeten, wurden ohne Verlängerung durch ein Elfmeterschießen entschieden. Im Finale gab es zunächst eine Verlängerung und erst dann ein Elfmeterschießen.
Spiel um Platz 11
|                                                |   |        |           |
| 6. März um 11:00 Uhr in Paralimni (Tasos Marko |   |        |           |
| Slowakei                                       | – | Ungarn | 2:3 (2:2) |

Spiel um Platz 9
|                                              |   |          |           |
| 6. März um 11:00 Uhr in Larnaka (GSZ-Stadion |   |          |           |
| Südafrika                                    | – | Finnland | 0:3 (0:1) |

Spiel um Platz 7
|                                                               |   |          |           |
| 6. März um 14:00 Uhr in Larnaka (Antonis-Papadopoulos-Stadion |   |          |           |
| Nigeria                                                       | – | Thailand | 3:0 (2:0) |

Spiel um Platz 5
|                                                |   |            |           |
| 6. März um 14:00 Uhr in Paralimni (Tasos Marko |   |            |           |
| Mexiko                                         | – | Tschechien | 2:1 (1:0) |

Spiel um Platz 3
|                                               |   |            |                |
| 6. März um 15:00 Uhr in Larnaka (GSZ-Stadion) |   |            |                |
| Belgien                                       | – | Österreich | 0:0, 3:2 i. E. |

### Finale
| Nordkorea                                                              | Nordkorea | Italien | Italien |
| ---------------------------------------------------------------------- | --- | --- | ------- |
| Nordkorea                                                              | \| 6. März 2019 um 18:00 Uhr OEZ (17:00 Uhr MEZ) in Larnaka (GSZ-Stadion) \| \| Ergebnis: 3:3 n. V. (2:2, 2:1), 7:6 i. E. \| \| Schiedsrichterin: Riem Hussein ( Deutschland) \|                                                                                             | \| 6. März 2019 um 18:00 Uhr OEZ (17:00 Uhr MEZ) in Larnaka (GSZ-Stadion) \| \| Ergebnis: 3:3 n. V. (2:2, 2:1), 7:6 i. E. \| \| Schiedsrichterin: Riem Hussein ( Deutschland) \| | Italien |
| Nordkorea                                                              | Kim Yong-sun • Kim Nam-hui, Pak Sin-jong, Ryang Ryong-mi (23. Yu Jong-im (86. Pak Kyong-mi)) • Ri Hyang-sim, Ri Un-yong, Ju Hyo-sim, Jon Gyong-un (26. Kim Phyong-hwa (60. Ri Hae-yon (107. Ri Pom-hyang))), Jon Yun-so • Kim Yun-mi, Wi Jong-sim Cheftrainer: Kim Kwang-min | Chiara Marchitelli • Sara Gama, Alia Guagni, Cecilia Salvai, Elisa Bartoli (56. Valentina Bergamaschi) • Valentina Cernoia, Aurora Galli (59. Daniela Sabatino), Manuela Giugliano • Ilaria Mauro (90.+4' Annamaria Serturini), Cristiana Girelli, Barbara Bonansea Cheftrainerin: Milena Bertolini | Italien |
| Nordkorea                                                              | 1:1 Kim Yun-Mi (39.) 2:1 Ju Hyo-Sim (45.+1') 3:2 Jon Yun-so (105.+2', Elfmeter) | 0:1 Cristiana Girelli (19.) 2:2 Daniela Sabatino (80.) 3:3 Valentina Cernoia (111.) | Italien |
| Nordkorea                                                              | Elfmeterschießen | | Italien |
| Nordkorea                                                              | 1:0 Jon Yun-so 2:1 Kim Yun-mi 3:2 Ju Hyo-sim 4:3 Pak Sin-jong 5:4 Pak Kyong-mi 6:5 Ri Pom-hyang 7:6 Ri Un-yong | 1:1 Manuela Giugliano 2:2 Cristiana Girelli 3:3 Annamaria Serturini 4:4 Valentina Cernoia 5:5 Daniela Sabatino 6:6 Cecilia Salvai 7:6 Barbara Bonansea | Italien |
| Nordkorea                                                              | Kim Nam-hui, Yu Jong-im, Wi Jong-sim, Ri Un-yong | Ilaria Mauro, Manuela Giugliano, Alia Guagni | Italien |
| Nordkorea                                                              | Kim Nam-hui | | Italien |
| Nordkorea                                                              | Ri Hyang-sim | | Italien |
| 6. März 2019 um 18:00 Uhr OEZ (17:00 Uhr MEZ) in Larnaka (GSZ-Stadion) | | |         |
| Ergebnis: 3:3 n. V. (2:2, 2:1), 7:6 i. E.                              | | |         |
| Schiedsrichterin: Riem Hussein ( Deutschland)                          | | |         |

## Schiedsrichterinnen (Auswahl)
- Riem Hussein
- Lina Lehtovaara
- Jana Adámková
- Katalin Kulcsár
- Cheryl Foster

## Torschützinnen
| Rang | Spielerin            | Tore |
| ---- | -------------------- | ---- |
| 1    | Kim Yun-mi           | 5    |
| 2    | Valentina Giacinti   | 4    |
|      | Charlyn Corral       | 4    |
| 4    | Daniela Sabatino     | 3    |
| 5    | Janice Cayman        | 2    |
|      | Olga Ahtinen         | 2    |
|      | Barbara Bonansea     | 2    |
|      | Rita Chikwelu        | 2    |
|      | Anam Imo*            | 2    |
|      | Asisat Oshoala       | 2    |
|      | Jon Yun-so           | 2    |
|      | Ju Hyo-sim           | 2    |
|      | Nicole Billa         | 2    |
|      | Lucia Haršanyová     | 2    |
|      | Jana Vojteková       | 2    |
|      | Rattikan Thongsombut | 2    |
|      | Taneekarn Dangda     | 2    |
|      | Jitka Chlastáková    | 2    |
|      | Kamila Dubcová       | 2    |
|      | Zsanett Jakabfi      | 2    |
|      | Loretta Németh       | 2    |

| Rang | Spielerin                       | Tore |
| ---- | ------------------------------- | ---- |
| 22   | Yana Daniels                    | 1    |
|      | Elena Dhont                     | 1    |
|      | Adelina Engman                  | 1    |
|      | Juliette Kemppi                 | 1    |
|      | Katarina Naumanen               | 1    |
|      | Iina Salmi                      | 1    |
|      | Valentina Bergamaschi           | 1    |
|      | Valentina Cernoia               | 1    |
|      | Aurora Galli                    | 1    |
|      | Cristiana Girelli               | 1    |
|      | Ilaria Mauro                    | 1    |
|      | Annamaria Serturini             | 1    |
|      | Adriana Iturbide                | 1    |
|      | Lizbeth Jacqueline Ovalle Muñoz | 1    |
|      | Onome Ebi                       | 1    |
|      | Osinachi Ohale                  | 1    |
|      | Ri Hyang-sim                    | 1    |
|      | Ri Pom-hyang                    | 1    |
|      | Wi Jong-sim                     | 1    |

| Rang | Spielerin           | Tore |
| ---- | ------------------- | ---- |
| 22   | Nina Burger         | 1    |
|      | Laura Feiersinger   | 1    |
|      | Jennifer Klein      | 1    |
|      | Thembi Kgatlana     | 1    |
|      | Mamello Makhabane   | 1    |
|      | Lebogang Ramalepe   | 1    |
|      | Leandra Smeda       | 1    |
|      | Orathai Srimanee    | 1    |
|      | Miranda Nild        | 1    |
|      | Eva Bartonova       | 1    |
|      | Tereza Szewieczková | 1    |
|      | Anita Pinczi        | 1    |
|      | Dóra Zeller         | 1    |
| ET   | Elli Pikkujämsä     | 1    |
| ET   | Simona Necidová     | 1    |
| ET   | Evelin Mosdóczi     | 1    |

- = Ersten zwei Länderspieltore der Spielerin